# オックスフォード条項
オックスフォード条項（オックスフォードじょうこう、Provisions of Oxford）は、1258年にイギリスのプランタジネット朝においてシモン・ド・モンフォール（第6代レスター伯）の率いる諸侯により制定された国政に関する取り決めである。

## 概要
この条項では、イングランド王ヘンリー3世に対して、大臣任命と地方行政権および王城の監督を管理する事になる15人委員会の手に委ねられた権力という新しい形式の政府を受け容れさせたのである。
１年に3度、開催される議会では、15人委員会の行動が監視される。この条項の意義は、イングランド王室が議会の権能を認知せざるを得なかったということである。
ラテン語、フランス語、中世英語による確認文書がイングランド各地の州長官へと送付された。英語の採用は、イングランド政府のイギリス化であり、数十年以上続くフランス化に対する対抗手段、アンチドートであった（この点は、マグナカルタ憲章がラテン語、フランス語であった事からも窺える）。200年来、ノルマン・コンクエストから始めて中世英語の公式文書が登場したのである。
この条項は、1259年にはウェストミンスター条項に置き換えられた。1261年には、ローマ教皇アレクサンデル4世による勅書に基づいたヘンリー3世の決定により覆され、国王側が権力を復帰させる結果となった第2次バロン戦争（シモン・ド・モンフォールの乱とも）は王党派の勝利となり、ケニルワースの地で終結宣言が行われる。
ロンドンにおける英国議会では、こうした文書が蒐集される形でコモン・ローに移行した。オックスフォード条項といえどもコモン・ローに対する文書法の優勢が勝ち取れる事はなかったし、この事は、シモン・ド・モンフォールら反王党派を憤慨させた。
確かに、ノルマン朝以降のフランスに対する拡大とノルマン人貴族のイングランド化が進んだ事が主な要因なのであろうが、イングランドの王権がイギリス本土で定着する事になった事が意義として言えるであろう。